# 夕刊ほっと
夕刊ほっと（ゆうかんほっと）は、IBS茨城放送で放送されていた生放送のラジオ番組である。

## 放送時間
終了時・毎週平日　16:00-18:30（2008年9月26日までは15:00-17:55、2008年9月29日-2009年4月3日までは、16:00-19:00）
- ナイターイン編成時は2011年度までは18:15で終了していたが、2012年度は18:20終了となる。

## パーソナリティー
- 田中正史（月-水・茨城放送アナウンサー 2012年4月2日-）
- さとう一声（木、金・フリーアナウンサー、元テレビ朝日アナウンサー 2012年4月5日-）

### アシスタント
- 築島雪枝 (月)
- 新口絢子（火）
- 田中里実（水、木）
- 宮田英里（金）

築島は株式会社IBS所属フリーアナウンサー、他は茨城放送アナウンサー。

#### 過去のパーソナリティ
- 田辺昭雄（月、水・当時茨城放送アナウンサー -2011年11月23日）
- 及川真（月、水・フリーアナウンサー、気象予報士 2011年11月28日-2012年3月28日）
- 古瀬俊介（火、木、金・茨城放送アナウンサー -2012年3月30日）

#### 過去のアシスタント
2008年3月31日-2009年4月6日
- 木谷真美（月曜）
- 貞包みゆき（火曜）
- 安田美香（水曜）
- 永井淑子（当時茨城放送アナウンサー･木曜、金曜）   
以上、前番組の『阿部重典のアットマーク』最末期より継続して出演していた。
- 石田絵里奈 (当時茨城放送、現･文化放送アナウンサー)
- 神尾和希子（元NHK水戸放送局キャスター）
- 柴田明子 (株式会社IBS所属フリーアナウンサー、元IBC岩手放送アナウンサー)

## エンタメゾーン
東日本大震災発生以前は以下の曜日別テーマがあった。
- 月曜　ファミリー
- 火曜　トラベル
- 水曜　カルチャー
- 木曜　スポーツ
- 金曜　アフター5

## コーナー名
- 16:20 ドクター太田のワンポイントリハビリテーション（月）
- 17:10 ほっとボイス
- 17:30 夕刊ほっとニュース

| 茨城放送 平日ワイド枠（月曜～金曜 15:00 - 17:55） | 茨城放送 平日ワイド枠（月曜～金曜 15:00 - 17:55） | 茨城放送 平日ワイド枠（月曜～金曜 15:00 - 17:55） |
| 前番組                                            | 番組名                                            | 次番組                                            |
| ------------------------------------------------- | ------------------------------------------------- | ------------------------------------------------- |
| 阿部重典のアットマーク                            | 夕刊ほっと                                        | いっセイのsay!                                    |